# Szymon Krawczykiewicz
Szymon Krawczykiewicz (ur. w 1804 we Lwowie, zm. 23 marca 1881 we Lwowie) krypt. S. K. – oficer armii Królestwa Polskiego, powstaniec listopadowy, nauczyciel i urzędnik, działacz gospodarczy

## Życiorys
Wcześnie osierocony, był uczniem szkoły wojskowej w Kaliszu (1816-1820) a następnie szkoły aplikacyjnej w Warszawie (1820-1823) którą ukończył w stopniu podporucznika. Od 12 września 1823 służył w 1 kompanii, od 31 marca 1831 s 2 kompanii artylerii pieszej.  Wziął udział w powstaniu listopadowym oraz wojnie polsko-rosyjskiej 1831 roku, w marcu tego roku awansował na porucznika  a następnie kapitana. W lutym 1832 przedostał się do Lwowa. Przez kilka lat pracował jako guwerner i nauczyciel prywatny. W latach 1841–1847 członek redakcji i współwydawca "Gazety Lwowskiej'. Był także znanym autorem podręczników szkolnych z zakresu arytmetyki (zob. niżej)
Aktywny politycznie w okresie Wiosny Ludów. Był instruktorem Legii  Akademickiej we Lwowie (kompania studentów szkoły technicznej). Zamieszczał także artykuły dot. kwestii konstytucyjnych i gwardii narodowej w  "Gazecie Narodowej" podpisując je "S. K. były oficer wojsk polskich".
Następnie w latach 1848-1873 pracował w Galicyjskiej Kasie Oszczędności, ostatecznie jako jej dyrektor. Członek i działacz Galicyjskiego Towarzystwa Gospodarskiego, członek jego Komitetu (18 czerwca 1854 – 6 lutego 1860). Uczestniczył w różnych formach aktywności społecznej m.in. w Komitecie Medalu Aleksandra Fredry we Lwowie (1865) oraz komitecie jubileuszu 50-lecia powstania listopadowego (1881).
Pochowany na Cmentarzu Łyczakowskim we Lwowie.
Prace Szymona Krawczykiewicza:
- Przepis robienia octów przednich, czystych i trwałych sposobem fabrycznym [...] niemniej przyrządzania rozmaitych octów aromatycznych, sposobem domowym [...] : zebrane z najnowszych podań niemieckich i francuzkich[8], Lwów 1837
- Spis najcelniejszych prawideł arytmetyki z objaśnieniem przez przykłady[9], Lwów 1848
- Arytmetyka do użytku szkolnego i domowego. Kurs niższy, Lwów 1850,
- Arytmetyka do użytku szkolnego i domowego. Kurs wyższy, Lwów 1850,
- Arytmetyka na klasę II c. k. gimnazjów galicyjskich (ułożona na wzór dzieła Franciszka Mocznika) Lwów 1850,
- Życiorys Teodora Torosiewicza zasłużonego aptekarza i chemika[10], Lwów 1874,

## Rodzina
Żonaty z Katarzyną z Siemiradzkich

## Odznaczony
7 czerwca 1831 odznaczony Złotym Krzyżem Virtuti Militari.